# Безалкогольное пиво
Безалкогольное пиво — напиток, по вкусу похожий на традиционное пиво, но содержащий небольшое количество алкоголя (от 0 до 2 % в зависимости от страны). Получение напитка, сходного с пивом, но практически лишённого алкоголя, является более сложной процедурой, чем изготовление обычного пива, чем производители объясняют его большую стоимость.
На начальных этапах развития рынка напиток был предназначен прежде всего для тех, кто по какой-либо причине не может употреблять алкоголь: аллергическая реакция, расстройство здоровья, лечение от алкоголизма или ситуация, несовместимая с опьяняющим воздействием алкоголя (управление транспортным средством) и др.
В ряде стран приравнивается к обычному пиву и считается алкогольной продукцией даже в случаях, когда фактического алкоголя не содержит.

## История
В 1976 году безалкогольное пиво начали выпускать в Чехословакии (на пивоваренном заводе в Ческе-Будейовице).
Массовым маркетингом такого пива стали заниматься с 1980-х годов, в том числе в связи с пьяным вождением. Однако до конца 1990-х безалкогольное пиво занимало менее 1 % мирового рынка.
В начале 2020х годов темпы потребления безалкогольного пива значительно выросли с большим интересом к здоровому образу жизни, ограничениями по рекламе и распространению алкогольных напитков, и появлением большего выбора продукции.

## Технология производства
Технологии производства безалкогольного пива основываются либо на уменьшении количества алкоголя в пиве путём полного исключения брожения, либо на удалении алкоголя из готового пива.
Применяются специальные дрожжи, не сбраживающие мальтозу в алкоголь, или брожение останавливается с помощью охлаждения. Полученное пиво содержит большое количество сахара, а его вкус далёк от традиционного.
Удаление алкоголя возможно термическими способами, использующими низкую точку кипения алкоголя. Наиболее часто используется вакуумная дистилляция и вакуумное выпаривание.

## Виды и содержание алкоголя
В США и ЕС безалкогольными называют напитки, содержащие не более 1 % алкоголя по объёму. Подобные напитки разрешено продавать несовершеннолетним во многих штатах. В Великобритании на 2007 год выделяли:
- Не содержащие алкоголь напитки (No alcohol, alcohol-free): не более 0,05 % алкоголя по объёму;
- Напитки, из которых был удалён алкоголь (Dealcoholised): от 0,05 % до 0,5 % алкоголя;
- Слабоалкогольные (Low-alcohol): не более 2 % алкоголя.

В законодательстве Российской Федерации алкогольной продукцией не признаются напитки, содержащие менее 0,5 % алкоголя, и такой же уровень установлен по ГОСТ.

## Объёмы потребления
Продажи безалкогольного пива растут во многих странах. Объёмы потребления безалкогольного пива оценивались в среднем в размере около 0,6 % от мирового потребления пива; пиво с пониженным содержанием алкоголя — около 2,2 %. Исследователями отмечалась популярность подобного пива в отдельных странах Ближнего Востока и севера Африки (до 6 %).
В России представители индустрии оценивали в 2014 году потребление безалкогольного пива в размере около 1 %. По состоянию на 2016 год доля безалкогольного пива на российском рынке пива была меньше, чем на европейском рынке: в России она составляла 1,2 %, в Европе — 5—13 %. Однако, по данным глобальной компании-измерителя «Nielsen», рынок безалкогольного пива претерпевает рост: в 2016 году этот сектор вырос на 14 % по сравнению с 2015 годом.

## Безалкогольное пиво и маркетинг
В некоторых странах безалкогольное пиво может использоваться для рекламирования брендов в случае, если реклама алкогольного пива запрещена. В частности, в России с 2012 года запрещена значительная доля рекламы алкогольной продукции на радио и телевидении, и производители фактически обходят запрет, рекламируя безалкогольные варианты продукции.